# Nokia N96
Nokia N96 – model telefonu komórkowego firmy Nokia.

## Dane techniczne

### Częstotliwości
- WCDMA 2100
- EGSM 900
- GSM 850/1800/1900
- Automatyczne przełączanie między zakresami oraz trybami.

### Wymiary
- Wysokość: 103 mm
- Szerokość: 55 mm
- Grubość: 18 mm, miejscami 21 mm
- Masa: 125 g

### Pamięć telefonu
- Pamięć wewnętrzna: 16 GB
- Możliwość rozszerzenia kartami pamięci microSDHC do 8GB.

### Wyświetlacz i rozkład funkcji
- Przekątna 2,8
- TFT
- Rozdzielczość 320 x 240px (QVGA)
- 16 777 216 kolorów kolorów
- Aktywny ekran trybu gotowości, menu multimedialne
- Czujnik natężenia światła oraz czujnik ruchu

### Aparat
- soczewki Carl Zeiss Tessar
- Rozdzielczość zdjęć: 5 MP (2592x1944 px)
- Format zdjęć: JPEG z EXIF
- Optyka marki Carl Zeiss (Czyt.Karl Cais) : Obiektyw Tessar™
- Automatyczne ustawianie ostrości, automatyczna ekspozycja
- F/obiektyw: 1:2,8
- Ogniskowa: 5,2 mm
- Zakres ostrości: 10 cm do nieskończoności
- Trzy lampy błyskowe LED, oświetlacz do kamery, wskaźnik nagrywania, oświetlacz wspomagający automatyczne ustawienie ostrości
- Autofocus
- Regulacja bieli: auto, słońce, pochmurne, błyszczące, fluorecencyjne
- Odcienie barw: normalne, sepia, negatyw, czarno-białe, mocne
- Zoom cyfrowy do 20x, przy 5 MP do 6x
- Lampa błyskowa, działająca w trybach: auto, wł., wył., redukcja czerwonych oczu.
- Drugi aparat: czujnik VGA (640 × 480 pikseli)
- Ustawienia scen, lampy błyskowej, zdjęć seryjnych, samowyzwalacza, kolorów, równowagi bieli, kontrastu, kompensacji ekspozycji, instrukcji

### Wideo
- MPEG-4 Part 2 (H.263/SP) VGA z prędkością maksymalnie 30 klatek na sekundę, sprzętowo wspomagany, ze skalowaniem do maksymalnej rozdzielczości QVGA   na ekranie urządzenia lub maksymalnej SDTV na wyjściu telewizyjnym
- MPEG-4 Part 10 (H.264/AVC) VGA z prędkością maksymalnie 30 klatek na sekundę, sprzętowo wspomagany, ze skalowaniem do maksymalnej rozdzielczości QVGA na ekranie urządzenia lub SDTV na wyjściu telewizyjnym

Windows Media Video (WMV9), prędkością maksymalnie 30 klatek na sekundę w formacie CIF/QVGA, sprzętowo wspomagany, ze skalowaniem do maksymalnej rozdzielczości QVGA na ekranie urządzenia lub SDTV na wyjściu telewizyjnym
- RealVideo QCIF z prędkością 30 klatek na sekundę
- Rozdzielczość filmów: 640x480 px (VGA)
- Stereofoniczne głośniki i mikrofon
- Stabilizacja filmu cyfrowego
- Format filmów: mp4 (jako domyślny), 3gp (do MMS)
- Sceneria: auto/noc
- Regulacja bieli oraz odcienie barw: tak samo jak w przypadku zdjęć
- Zoom cyfrowy do 10x, przy VGA do 4x
- Obsługa funkcji Flash w przeglądarce
- Obsługa DRM: OMA DRM 1, OMA DRM 2, WM DRM
- Ustawianie sceny, oświetlacza do kamery, równowagi bieli i tonacji kolorystyczne

### Telewizja na żywo
- Telewizyjne audycje na żywo (DVB-H)
  - Przesyłanie sygnału telewizyjnego w oparciu o technologię DVB-H z wewnętrzną anteną
  - DVB-H Class C, 470-750 MHz
  - Dzięki modyfikacji można nagrywać programy telewizyjne na oprogramowaniu 30.033

### Dostęp do wideo w przeglądarce internetowej
- Obsługa pobierania, strumieniowania i pobierania progresywnego
- Obsługa plików Flash video

### Muzyka
- Cyfrowy odtwarzacz muzyczny do plików w formatach: MP3, AAC, AAC+, eAAC+, WMA, M4Ai wyświetlania okładek albumów
- Edycja i opcja dzielenia się listami odtwarzania
- Korektor graficzny i wizualizacje
- Wyszukiwanie, znajdowanie i kupowanie utworów w internetowym sklepie muzycznym Nokia Music Store – obsługa plików chronionych Windows Media DRM
- Wbudowany zestaw głośnomówiący
- Stereofoniczne radio FM oraz Radio Internetowe

### Radio
- Stereofoniczne radio FM (87,5-108 MHz, 76-90 MHz) z funkcją RDS, funkcją Visual Radio™ oraz możliwością korzystania z radia w trybie offline
- Usługa Nokia Internet Radio

### Nawigacja satelitarnaGPS
- Wbudowany odbiornik GPS, obsługa systemu AGPS
- Aplikacja Nokia Maps
- Możliwości pobierania bezpłatnych map ponad 150 krajów, miliony lokalizacji wraz z ich szczegółami i zdjęciami satelitarnymi
- Uaktualnienia, które można zakupić: Multimedialne przewodniki miejskie i usługi nawigacji: Drive i Walk – wersje ze szczegółowymi wskazówkami głosowymi dla zmotoryzowanych i pieszych

## Poczta elektroniczna i wiadomości
- Łatwa w obsłudze aplikacja do poczty elektronicznej, umożliwiająca otwieranie załączników zawierających zdjęcia, pliki wideo, pliki muzyczne i dokumenty
- Obsługa SMTP, IMAP4, POP3, MMS, SMS. Ujednolicony edytor SMS i MMS
- Kompatybilność z Klawiaturą bezprzewodową Nokia SU- 8W (sprzedawaną oddzielnie)

### Przeglądarka i Internet
- Przeglądarka internetowa Nokia Mini Map, funkcja Visual History, obsługa HTML i JavaScript, obsługa Flash Lite 3.0 i Flash Video
- Czytnik RSS

### Łączność
- WLAN IEEE802.11 b/g z protokołem UPnP ("Universal Plug and Play")
- Złącze Hi-Speed USB 2.0 ze złączem Micro USB typ B
- Stereofoniczne gniazdo słuchawkowe o średnicy 3,5 mm i wyjście telewizyjne (PAL/NTSC)
- Obsługa standardu Bluetooth w wersji 2.0 z profilem A2DP stereo audio i funkcją Enhanced Data Rate (EDR)
- Łączność z pakietem Nokia Nseries PC Suite przy użyciu kabla USB i bezprzewodowej technologii Bluetooth

### Dodatkowe funkcje
- PIM
- Dedykowane klawisze multimedialne
- Wybieranie i komendy głosowe
- Dyktafon
- Dzwonki polifoniczne i głosowe
- Wiadomości SMS oraz MMS (do 300Kb w zależności od sieci)
- Słownik T9
- Aplikacje Java, gry
- Możliwość odtwarzania muzyki, filmów oraz wyświetlania zdjęć na sprzęcie multimedialnym: komputerze, kompatybilnym odbiorniku TV, oraz wieży stereo.

### W zestawie
- Nokia N96
- Bateria Nokia BL-5F
- Kabel do transmisji danych Nokia CA-101
- Kabel wideo Nokia CA-75U
- Stereofoniczne słuchawki ze zdalnym sterowaniem HS-45, AD-54
- Kompaktowa ładowarka podróżna Nokia AC-5
- Ładowarka samochodowa Nokia DC-4

### Zasilanie
- Bateria Nokia BL-5F, 950 mAh
- Czas rozmów: do 150 minut (WCDMA) / 220 minut (GSM)
- Czas gotowości: do 200 godz. (WCDMA) / do 220 godz. (GSM)
- Odtwarzanie wideo: do 5 godzin (w trybie offline)
- Odtwarzanie muzyki: do 14 godzin (w trybie offline)
- Odtwarzanie telewizji: do 4 godzin (DVB-H)